# Паолетти, Фердинандо
Фердинандо Паолетти (итал. Ferdinando Paoletti; 23 декабря 1717—1801) — итальянский экономист, тосканский священник, научный писатель.
В достаточно молодом возрасте окончил семинарию во Флоренции, затем возглавлял епископскую семинарию Сан-Миниато и там же был преподавателем изящной словесности. В 1746 году возглавил пиванию Сан-Домино в Вилья-Манье и работал там до конца жизни, отказавшись от предложения стать епископом Сан-Сеполкро. Точная дата его смерти не установлена.
Своими сочинениями и личным влиянием стремился поднять на родине сельское хозяйство, распространить среди своих прихожан и сограждан здравые экономические понятия, облегчить финансовые тяготы населения и оградить крестьян от монашеских поборов. В своих «Pensieri sopra l’agricultura» (Флоренция, 1769; главная часть этого сочинения перепечана в сборнике Кустоди: «Scrittori classici italiani di economia politica», Милан, 1804), Паолетти поддерживал физиократов; в земледелии он находил единственный источник народного богатства. Во втором своём сочинении, «I veri mezzi di render felici le societa» (1772; в том же сборнике Кустоди, 1804), выступал как горячий сторонник фритредеров; свобода хлебной торговли, по его мнению, есть право неотъемлемое от права владения землёй; устанавливая равномерные и возможно выгодные цены, она устраняет потрясения в движении товарных цен; чума и войны не могут принести человечеству столько вреда, как произвольное запрещение вывоза хлеба. Кроме того, написал следующие работы: «Opere agrarie» (1789) и несколько статей в издании «Accademia de Georgofili». Переписка Паолетти с Мирабо-старшим не опубликована.